# Зернолуск товстодзьобий
Зернолу́ск товстодзьобий (Saltator maxillosus) — вид горобцеподібних птахів родини саякових (Thraupidae). Мешкає в Бразилії і Аргентині.

## Опис
Довжина птаха становить 21 см, вага 48-54 г. У самців верхня частина голови і спина темні, синьо-сірі. Обличчя, щоки і скроні темно-сірі, над очима білі "брови", під дзьобом чорні "вуса". Шия темно-сіра, підборіддя і горло білуваті або рудуваті. Груди і живіт сіруваті, крила чорнуваті, махові пера мають світлі края, хвіст чорнуватий. Очі темно-карі, лапи сіруваті, дзьоб міцний, темний, біля основи оранжевий. У самиць голова, потилиця і крила мають оливкове забарвлення.

## Поширення і екологія
Товстодзьобі зернолуски мешкають на півдні Бразилії (від Еспіріту-Санту до Ріо-Гранде-ду-Сул), на північному сході Аргентини (Місьйонес) і, можливо, також на сході Парагваю. Вони живуть в кронах вологих гірських атлантичних лісів та на узліссях. Зустрічаються парами, на висоті від 900 до 2200 м над рівнем моря. Іноді приєднуються до змішаних зграй птахів. Живляться переважно листям, а також плодами. Гніздо чашоподібне, зроблене з корінців і сухого листя. В кладці 2-3 блакитнуватих яйця, поцяткованих чорнуватими плямками.